# Anba Polaklooster
Het Anba Polaklooster is een koptisch klooster in Egypte. Het klooster is genoemd naar Anba Pola, die als (een van de ) eerste christelijke asceet in Egypte bekend is. Het gebouw is volgens de overlevering in de vierde eeuw gebouwd en ligt in de Oostelijke Woestijn, niet ver van de Rode Zee, aan de voet van de al Galalaberg, niet ver van el Safrana. 
Binnen de vestingsmuren van het klooster zijn er meerdere kerken, waaronder de Abo Sefeenkerk en de el Mamlakkerk. Deze laatste werd in 1777 met twaalf koepels gebouwd. 
In de bibliotheek bevinden zich 764 oude handschriften. 

## Externe link

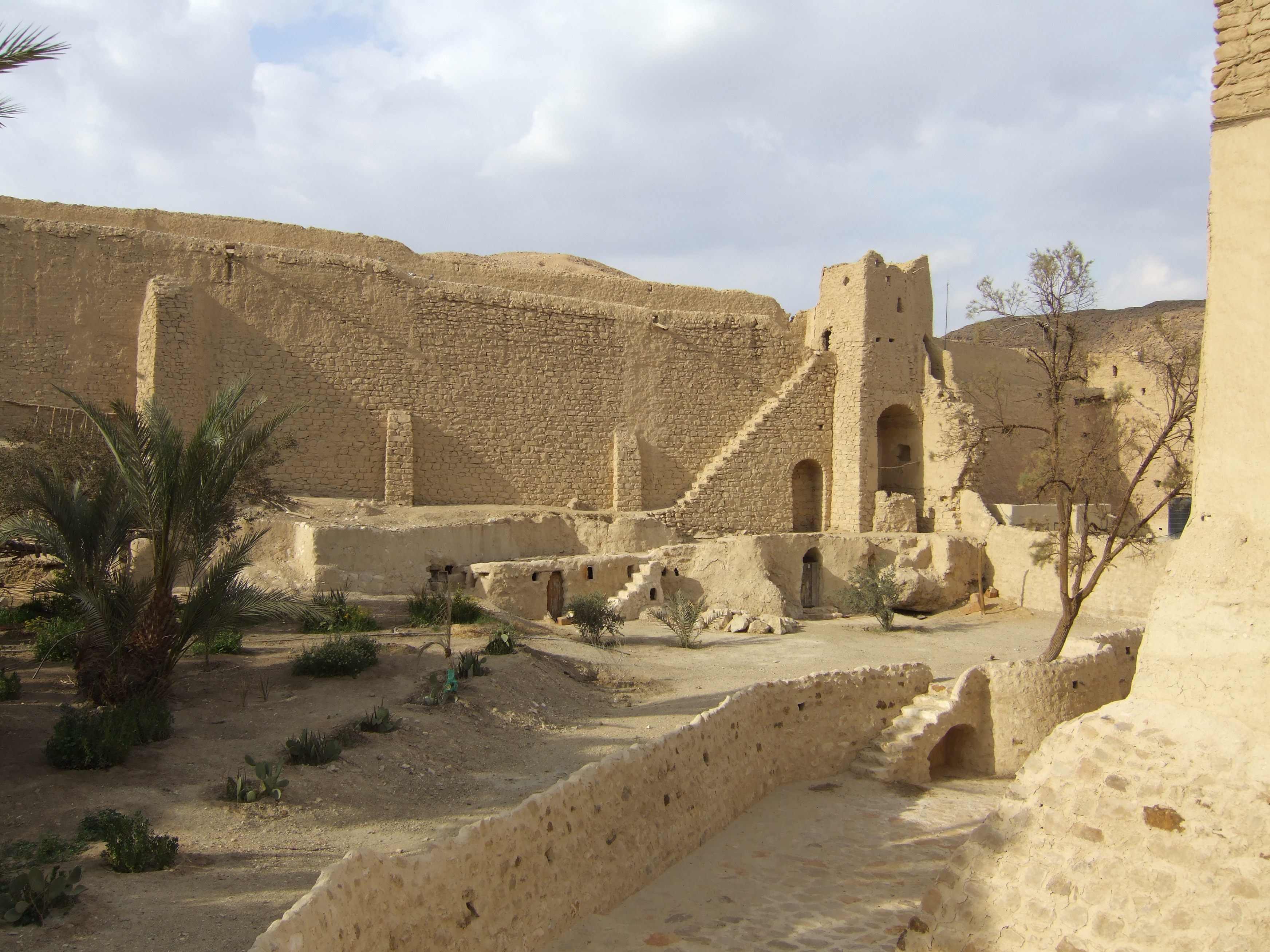
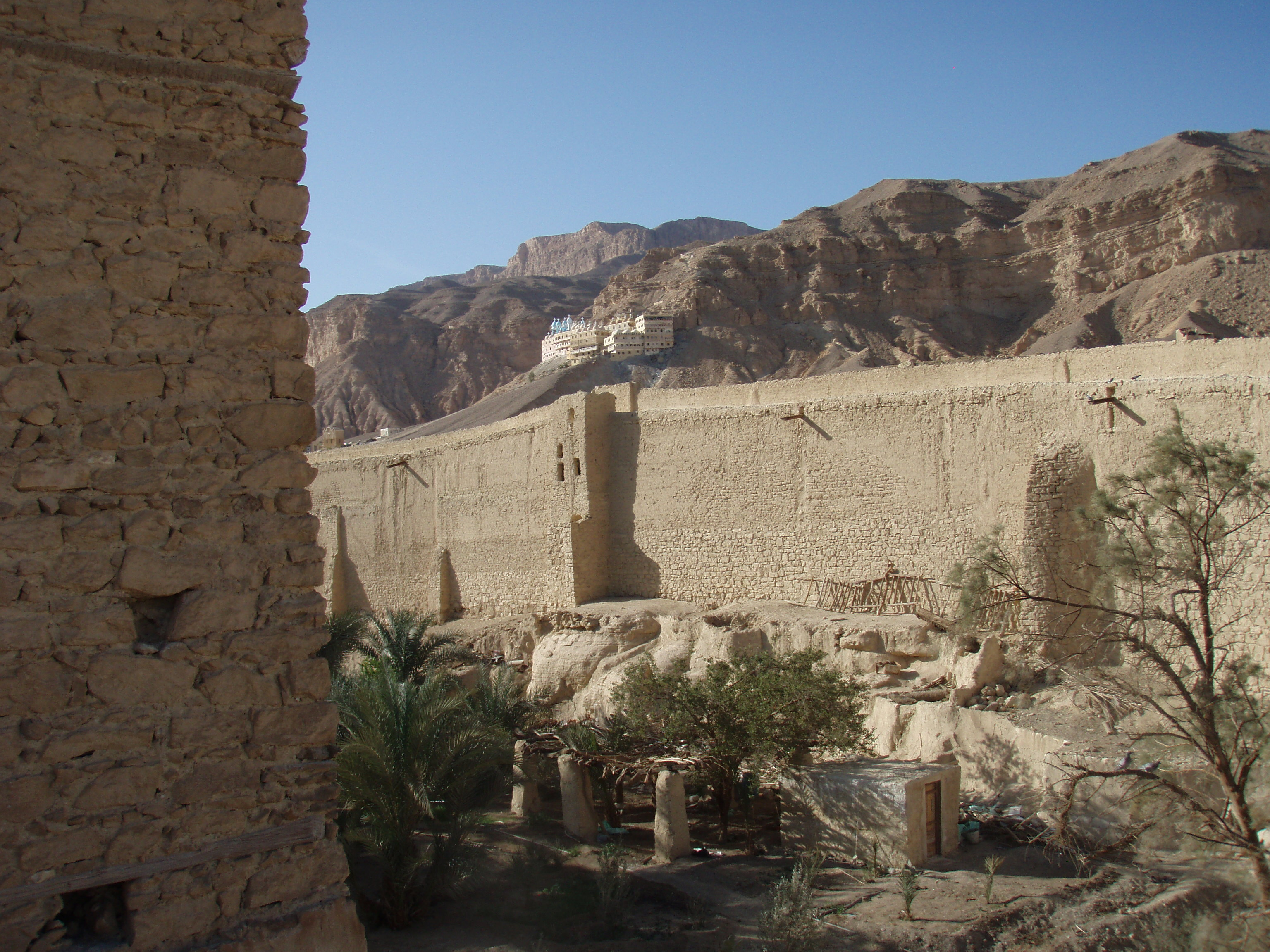
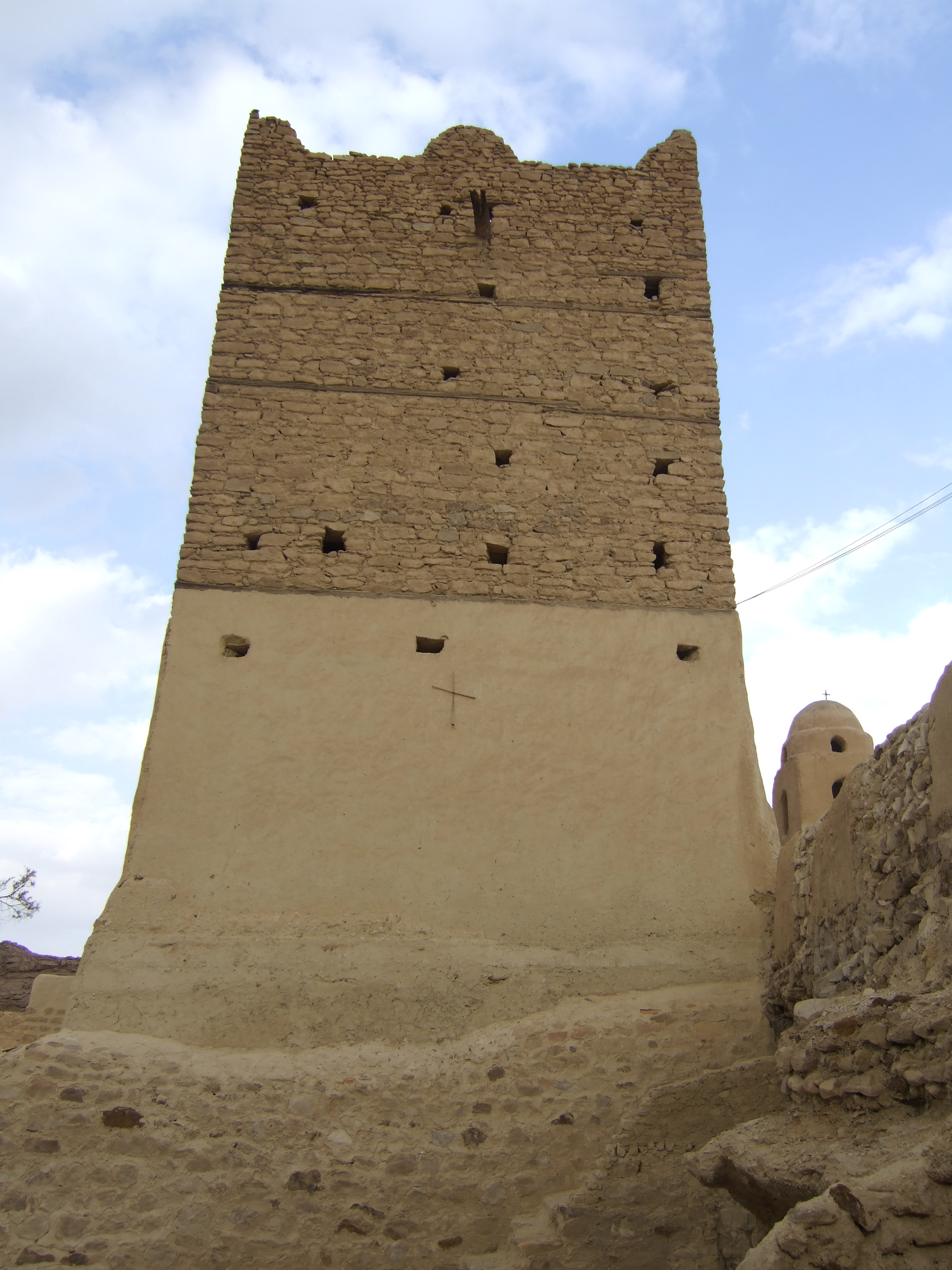
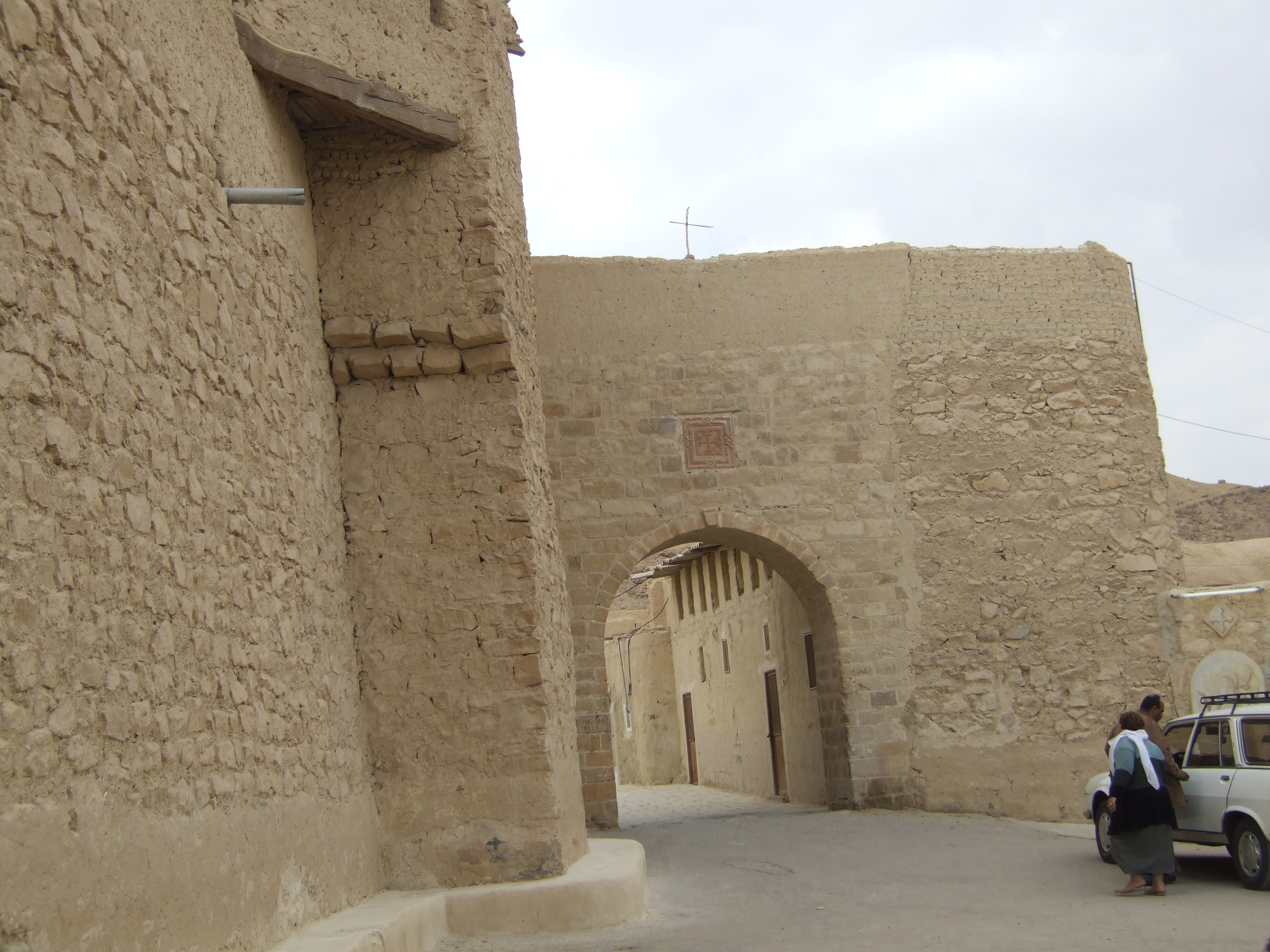
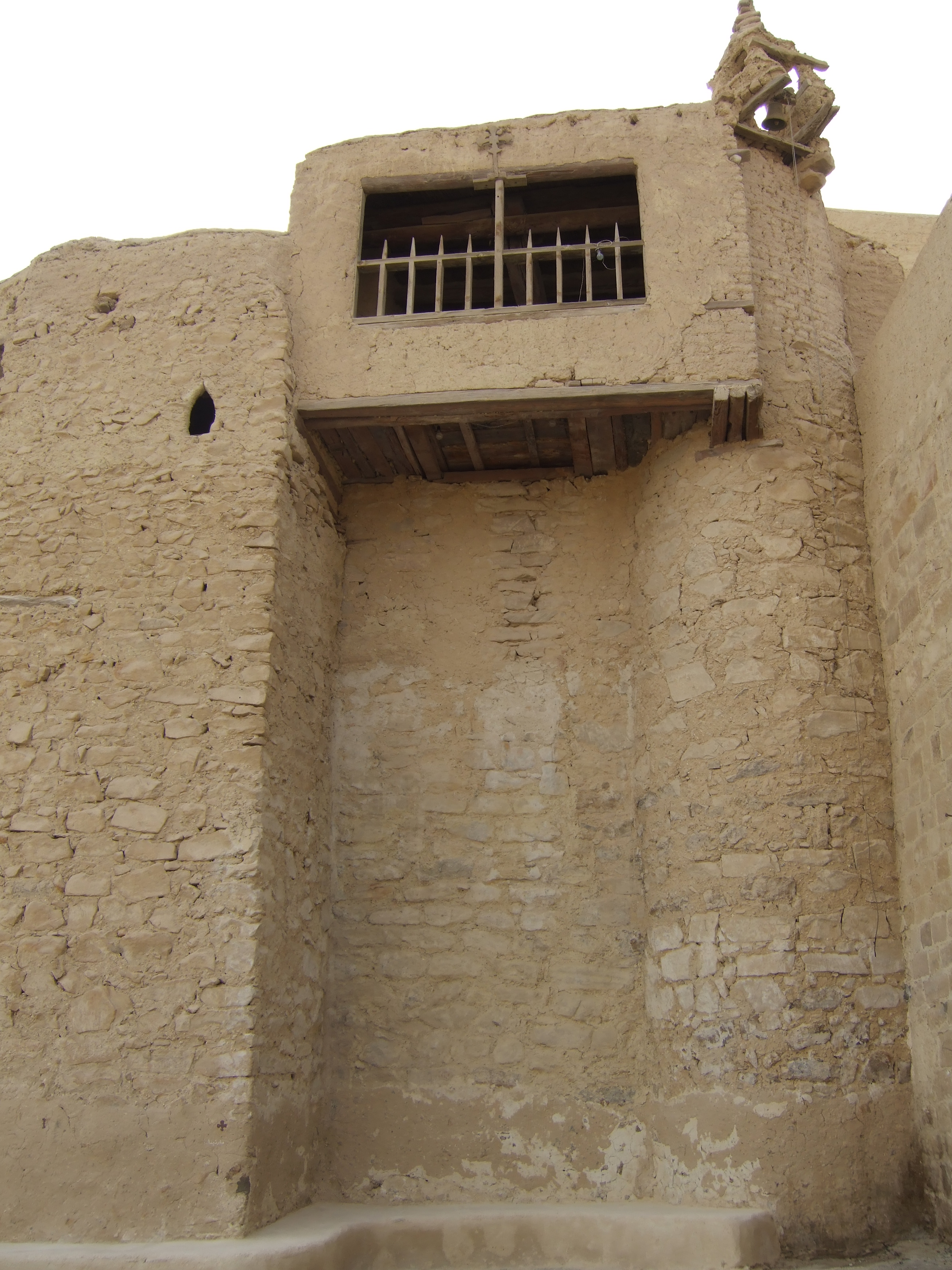
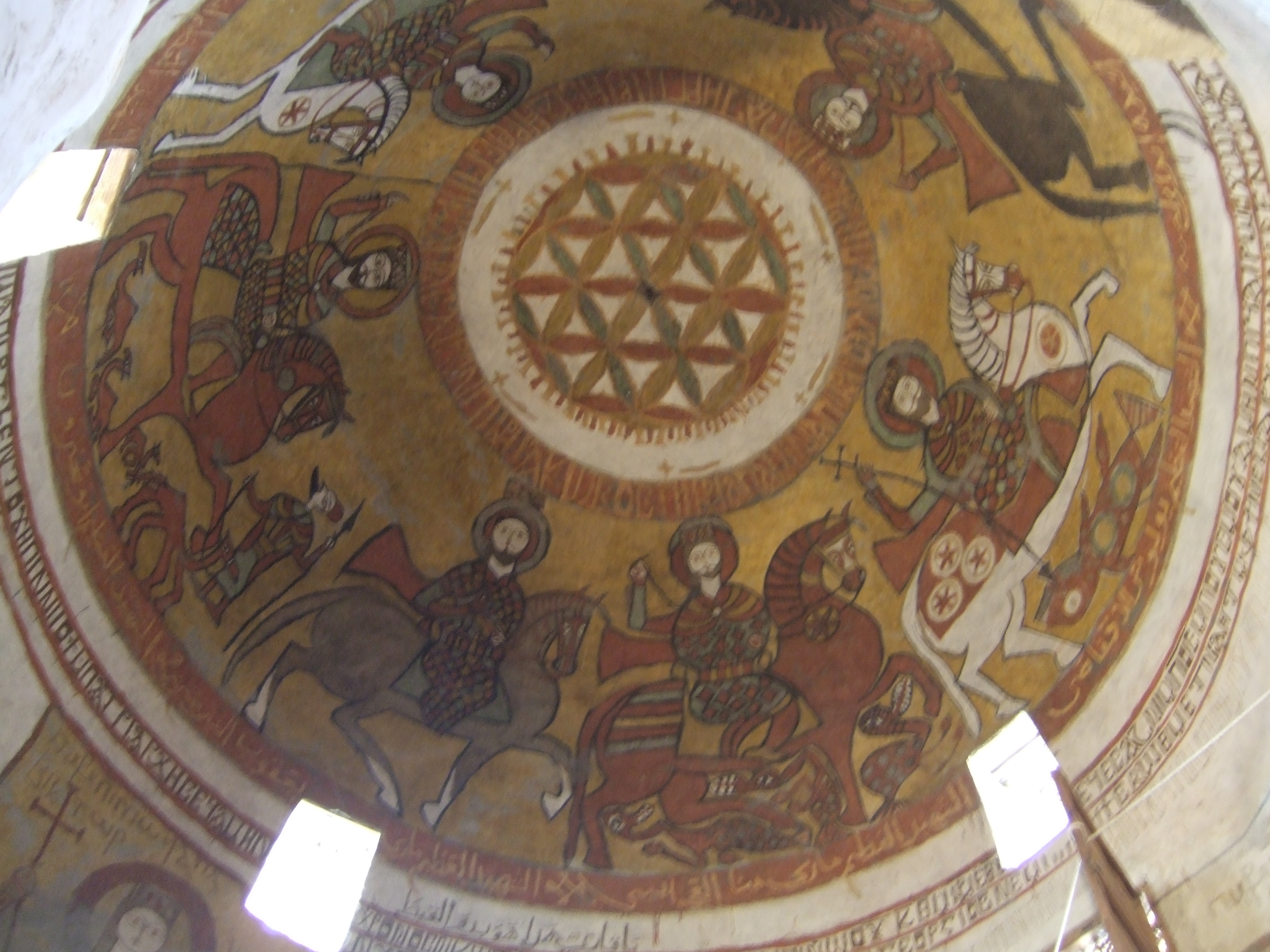